# Galantis
Galantis – szwedzki zespół tworzący muzykę elektroniczną, założony w 2012 w Sztokholmie. Grupę tworzą Christian Karlsson oraz Linus Eklöw.

## Historia
Przed utworzeniem grupy Galantis Christian Karlsson odnosił sukcesy pod pseudonimem Bloodshy współpracując z takimi wykonawcami jak Jennifer Lopez, Madonna i Britney Spears. Jest on również współautorem nagrodzonego Grammy utworu „Toxic”. Linus Eklöw jest DJ i producentem występującym pod pseudonimem Style of Eye, jego największym sukcesem był udział w napisaniu utworu „I Love It” duetu Icona Pop.
Na wiosnę 2012 roku obaj muzycy zaczęli nagrywać jako Galantis. 1 kwietnia 2014 ukazał się ich debiutancki minialbum Galantis, z którego pochodzą single „Smile” i „You”. W 2014 roku wystąpili na festiwalu Coachella, a jesienią tego samego roku ukazał się singel „Runaway (U & I)”, który odniósł międzynarodowy sukces. 8 czerwca 2015 roku ukazał się debiutancki album zespołu Pharmacy, który oprócz utworu „Runaway (U & I)” promowały single „Gold Dust\\” i „Peanut Butter Jelly”.

### 2016: „No Money”, „Love On Me” oraz „Pillow Fight”
1 kwietnia 2016 roku został wydany utwór „No Money”, który zwiastuje drugi album. Następne wydane utwory to „Love on Me” z gościnnym udziałem australijskiego DJ-a Hooka N Slinga i brytyjskiej piosenkarki Laury White oraz Pillow Fight.

### 2017: „Rich Boy”, remiks „Shape Of You” i „Fetish”, Hunter, remiks „Too Good at Goodbyes” oraz „Tell Me You Love Me”
17 lutego 2017 roku został wydany utwór „Rich Boy”. W tym samym roku muzycy zremiksowali utwór Eda Sheerana pt. Shape of You oraz Fetish autorstwa Seleny Gomez i Gucciego. Jeszcze tego samego roku 5 maja został wydany singiel „Hunter”.

### 2018: „Spaceship”, „Satisfied” oraz „Mama Look at Me”
17 maja 2018 roku wydano utwór "Spaceship". "Satisfied" z gościnnym udziałem MAX oraz "Mama look at Me" pojawiły się 13 lipca 2018 roku. 

### 2020: Album "Church"
7 lutego 2020 roku wydali album "Church". Płyta została dobrze przyjęta, a w utworach pojawiało się dużo współtwórców. W kawałku "Faith" pojawiła się Dolly Parton oraz Mr. Probz, a w "Bones" OneRepublic. 

## Dyskografia

### Albumy studyjne
- 2015: Pharmacy
- 2017: The Aviary
- 2020: Church
- 2024:  Rx